# Долина Іхлара
38°15′40″ пн. ш. 34°17′32″ сх. д. / 38.26111° пн. ш. 34.29222° сх. д.

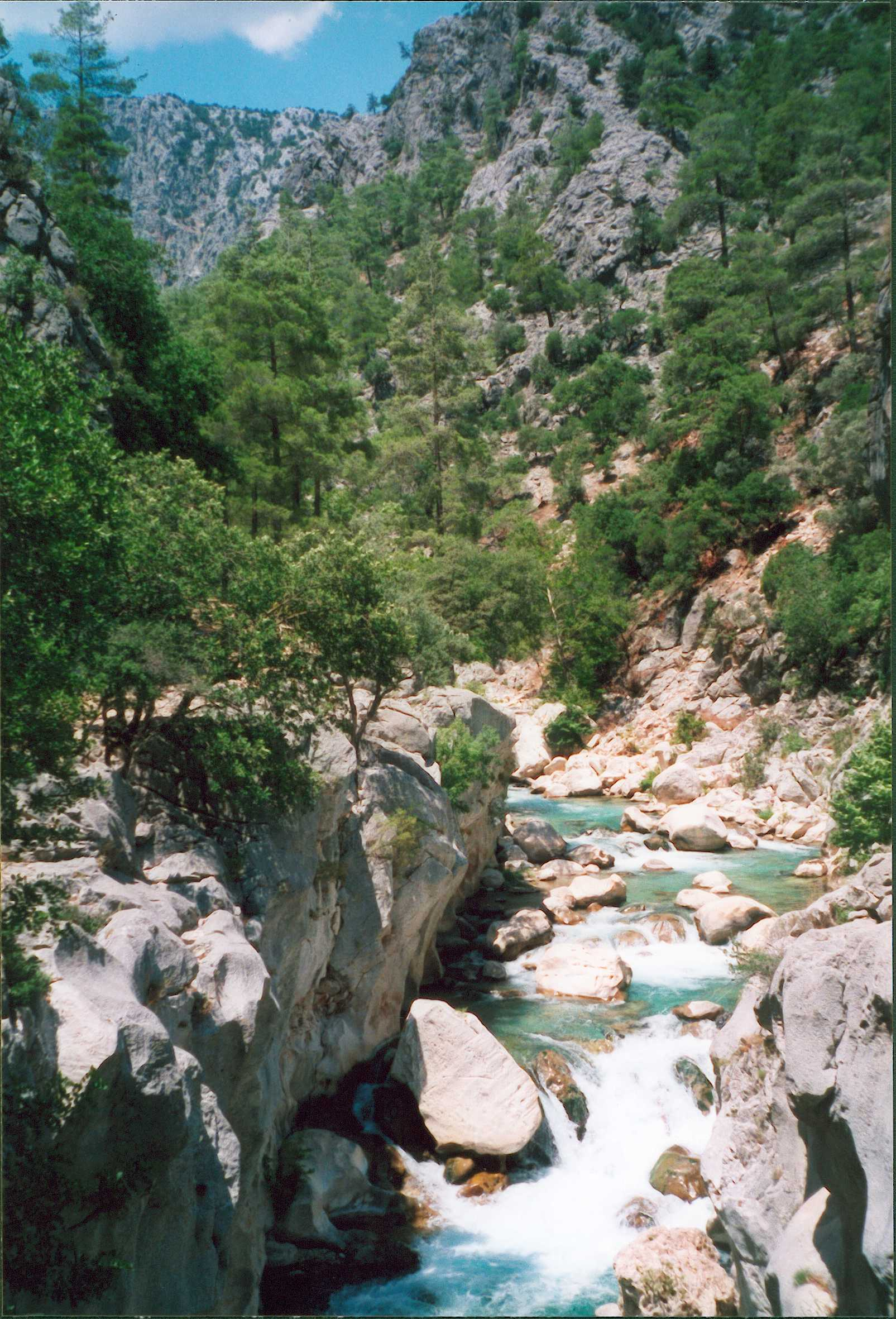
Долина Іхлара

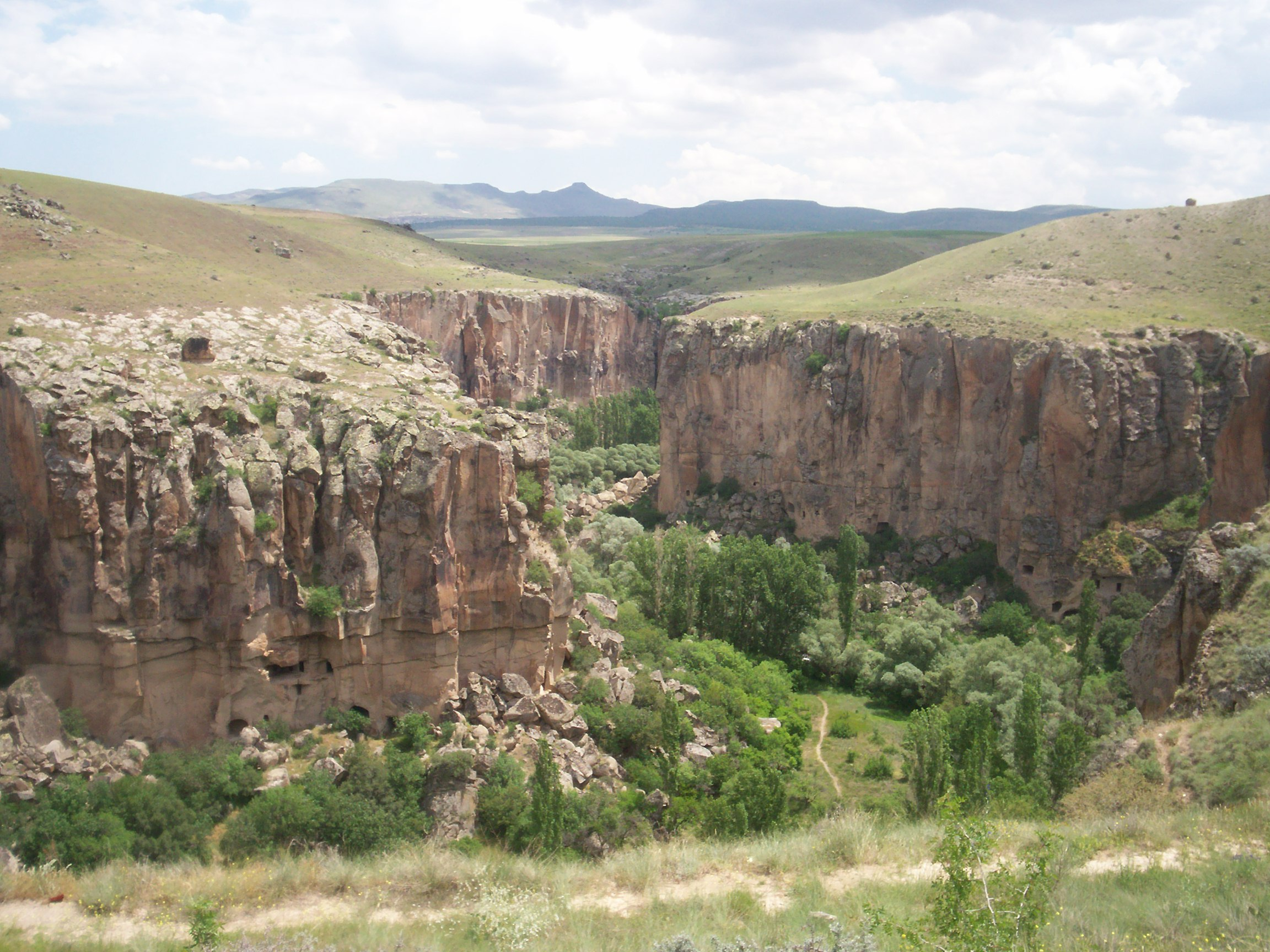
Долина Іхлара

Долина Іхлара (тур. Ihlara, Güzelyurt, візантійська назва — Перістрема) — каньйон вулканічного походження в Центральній Анатолії довжиною 15 кілометрів і висотою близько 150 метрів (починається біля селища Іхлара і закінчується біля селища Селіме). Знаходиться на відстані близько 40 км на південь від міста Аксарай в Туреччині і на захід від міста Ніде, на території стародавньої Каппадокії.

## Церкви в долині
Будівництво церков у долині почалося в IV столітті. Вони були прикрашені простими і малокольоровими фресками сирійського походження (початок IX століття). З XI століття розширилася кольорова гама розписів, також з'явилися мозаїки.
Всього до XIV ст. в долині було створено 105 церков, 13 з них відкриті для відвідування:
- Церква Егриташ (Eğri Taş Kilise — Церква в крутій скелі)
- Церква Кокар (Kokar Kilise — Пахнюча Церква)
- Церква Пюренли Секи (Pürenli Seki Kilise)
- Церква Каранлик (Karanlik Kale Kilisi — Темна Церква)
- Церква Агачалти (Ağaçalti Kilise — Церква під деревами)
- Церква Сюмбюлю (Sümbülü Kilise — Церква гіацинтів)
- Церква Йиланли (Yilanli Kilise — Зміїна)
- Церква Карагедик (Karagedik Kilise)
- Церква Кірм Дамалти (Kirk dam alti Kilise — Церква під безліччю дахів) або Св. Георгія
- Церква Бахаттин Самаклиги (Bahattin Samanligi Kilise — Церква в коморі Бахаттина)
- Церква Дирекли (Direkli Kilise — Церква з колонами)
- Церква Ала (Ala Kilise — Кольорова церква)
- Церква Селіме (Selime Kilisi)

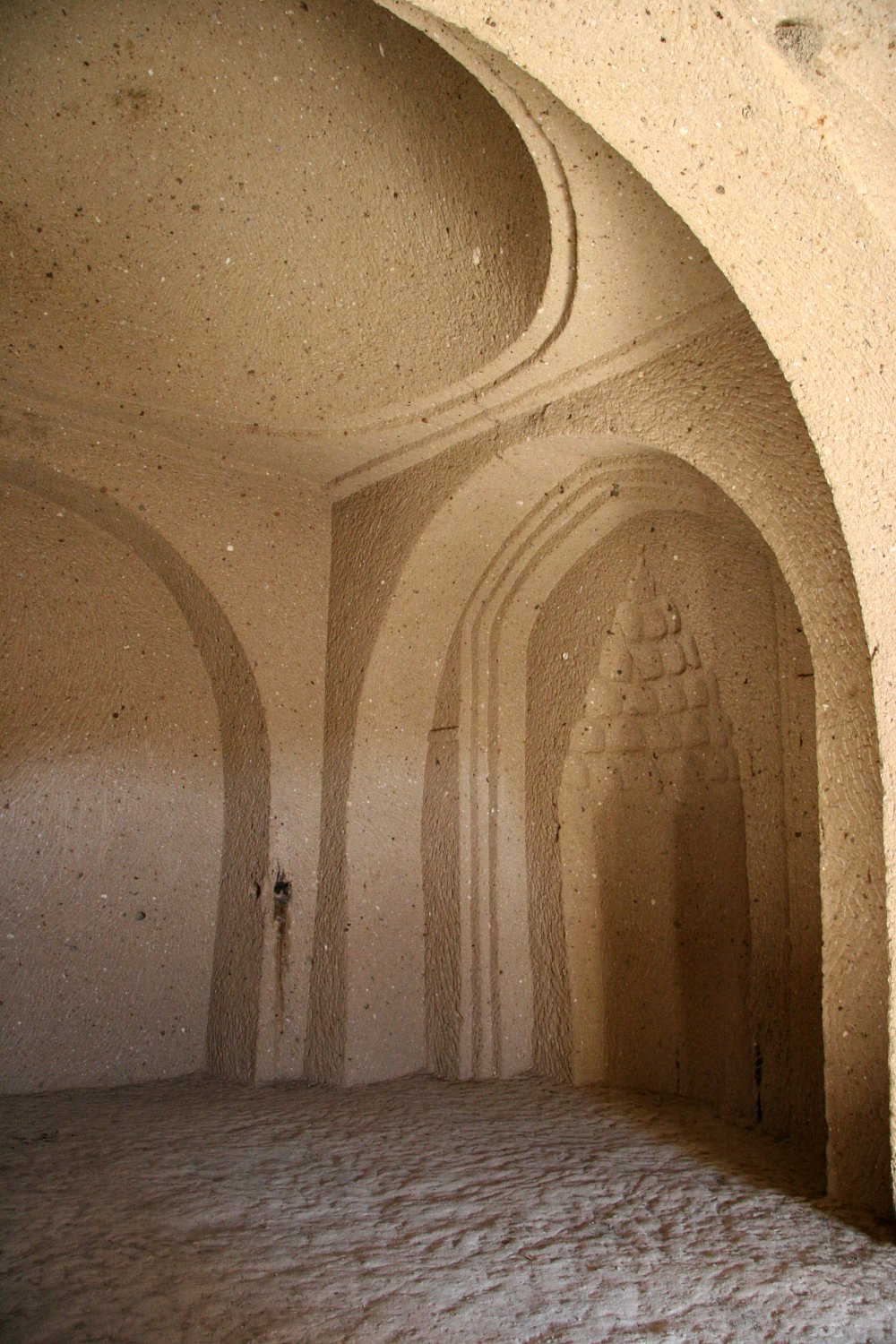
Печерна церква в долині Іхлара
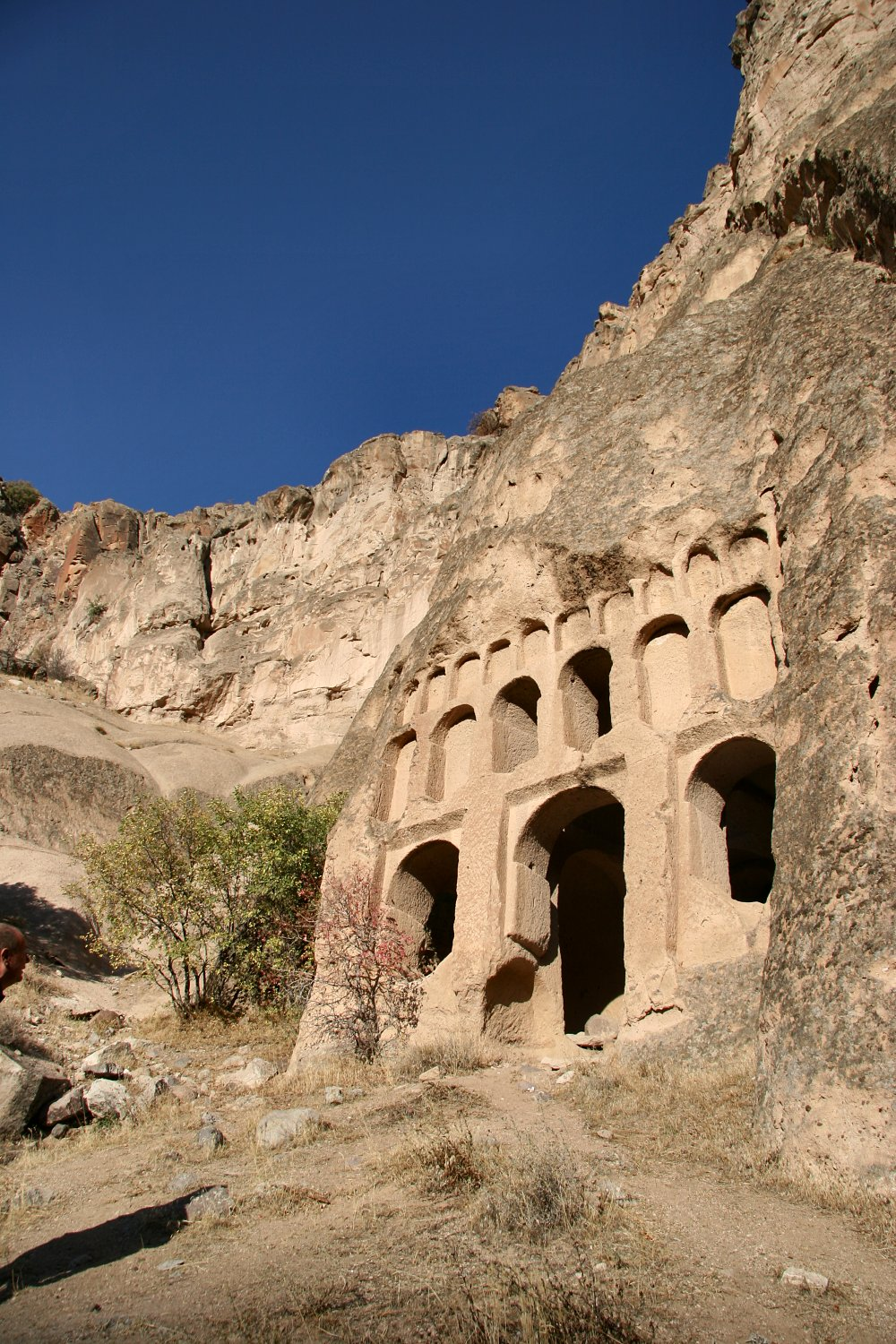
Печерна церква в долині Іхлара